# José Grases Riera
José Grases Riera (Barcellona, 25 aprile 1850 – Madrid, 12 febbraio 1919) è stato un architetto spagnolo di origine catalana.

## Biografia

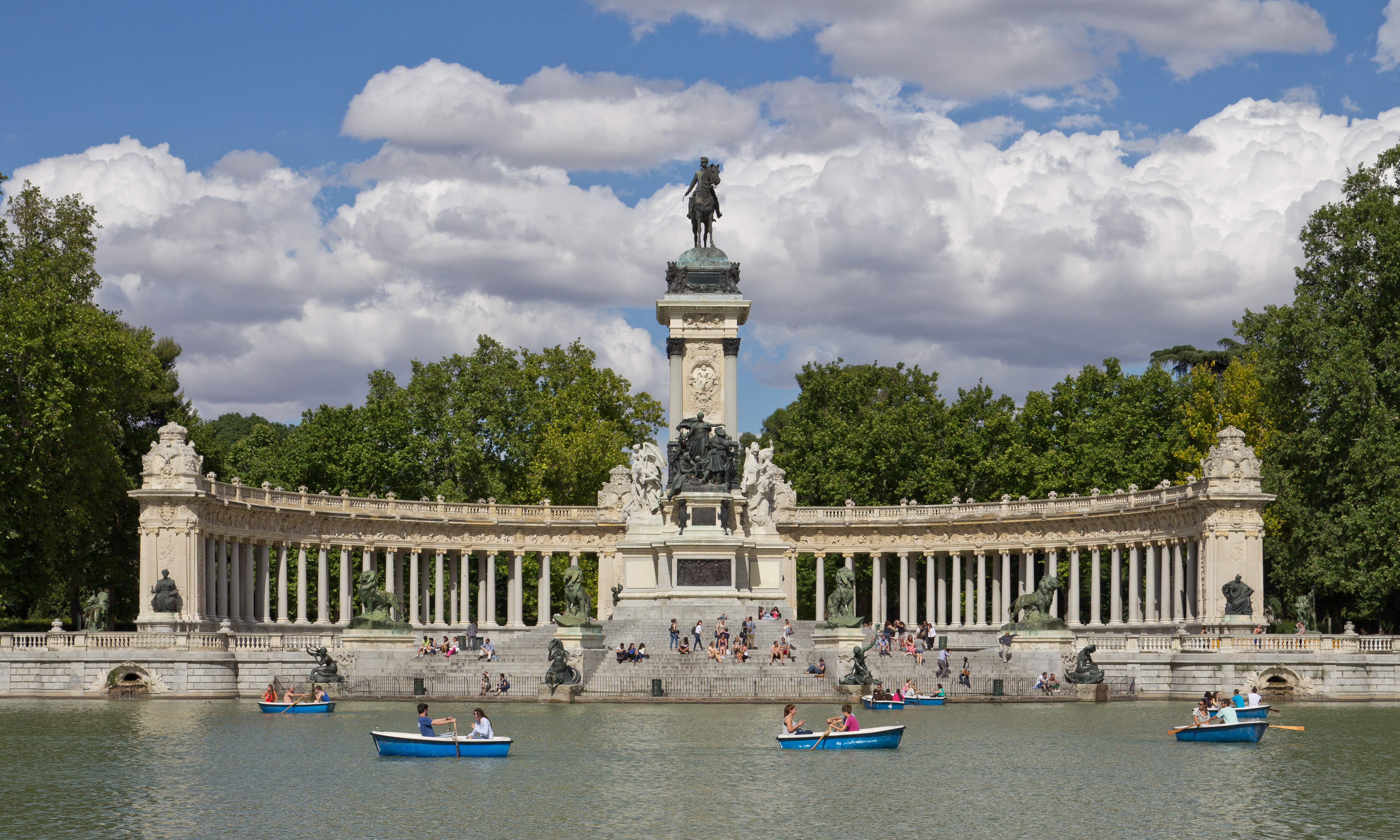
Monumento ad Alfonso XII, Parco del Retiro, Madrid

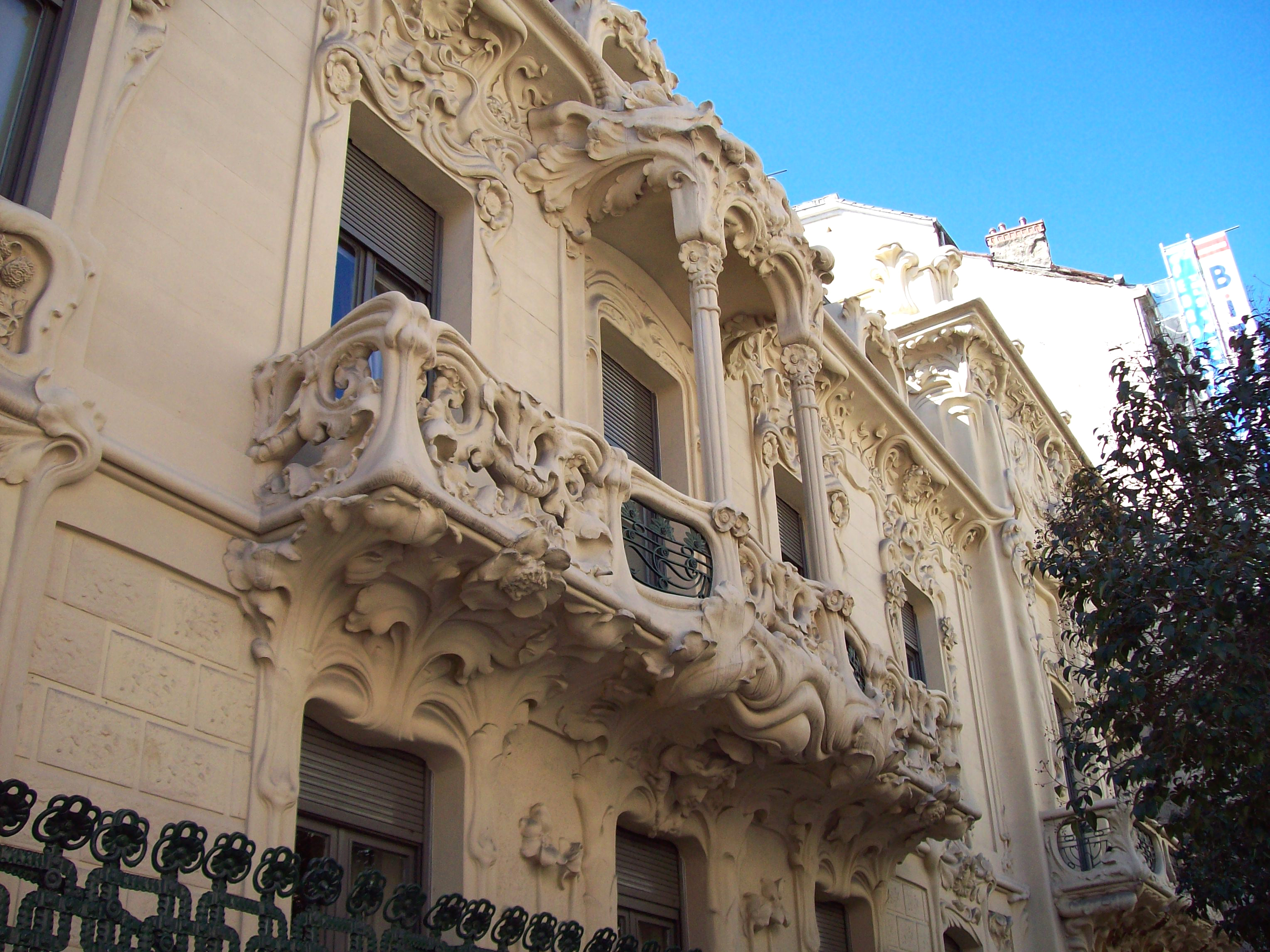
Palazzo Longoria, 1903

Si laureò alla Scuola di architettura di Barcellona nel 1878 e si trasferì a Madrid subito dopo. Intorno alla fine del XIX secolo si dedicò a progetti residenziali e propose un riallineamento dell'intera città, con il "Proyecto de Gran Vía Norte-Sur", che non era adeguato ma influenzò la pianificazione urbana successiva della città. 
Nel 1902 si aggiudicò un concorso nazionale per il Monumento ad Alfonso XII da erigere nel Parco del Retiro. Il progetto prevedeva un grande ed elaborato colonnato curvo, sovrastato da una statua equestre bronzea del re realizzata dallo scultore Mariano Benlliure e incorporava l'opera di altri 21 artisti. Il monumento fu inaugurato il 3 luglio 1922, dopo la morte di Grases.
Progettò anche il Palazzo Longoria (1903) forse l'esempio più significativo di Art Nouveau a Madrid, costruito per il finanziere Javier González Longoria, con un prospetto scolpito rappresentante la decorazione di una torta. Molte fonti indicano che Grases fu influenzato da Antoni Gaudí, ma ciò è stilisticamente dubbio e non ci sono prove evidenti.
Altre opere a Madrid comprendono il Palacio de la Equitativa, costruito per la compagnia di assicurazioni, tra il 1887 e il 1891, con la sua torre ornata e le teste di elefante scolpite, e il monumento del 1901 a Antonio Cánovas del Castillo nella Plaza de la Marina Española, con lo scultore Joaquín Bilbao.